# Telele
Telele ist eine langgezogene Riffinsel im südlichsten Riffsaum des Atolls Funafuti, Tuvalu.

## Geographie
Die Insel liegt im südlichen Riffsaum und ist nur durch einen schmalen Kanal von der westlichen Schwester Motuloa getrennt. Oft werden beide Inseln zusammen als Telele bezeichnet. Telele verbreitert sich zum Ostende, wo ein neuerlicher Richtungswechsel des Riffsaums ansteht. An dieser Ecke liegt die winzige Insel Tefota und nach Norden schließt sich Funafala mit der kleinen gleichnamigen Siedlung an.